# Elezioni primarie del Partito Democratico del 2004 (Stati Uniti d'America)
Le elezioni primarie del Partito Democratico statunitense del 2004 si sono tenute tra i mesi di febbraio e giugno dello stesso anno, in vista delle elezioni generali di novembre.
Così come per l'elezione presidenziale, anche le primarie prevedono un'elezione semi-diretta: in ogni Stato vengono eletti dei cosiddetti "delegati", in base al proprio dichiarato sostegno ai vari candidati, che si vanno ad aggiungere ad una minoranza di "super-delegati" slegati dal voto popolare. Questi, in occasione della convention nazionale, eleggeranno formalmente il candidato alla Presidenza del partito.
Il 2 marzo 2004, con il ritiro di John Edwards, il senatore John Kerry è diventato il candidato in pectore del Partito Democratico per le elezioni presidenziali di novembre, diventando poi il candidato ufficiale il 29 luglio, durante la convention nazionale svoltasi a Boston, Massachusetts.

## Candidati
Il primo ad annunciare la sua candidatura fu l'attivista newyorkese Al Sharpton nel dicembre 2002.
Tra quelli che rifiutarono di partecipare alla tornata elettorale, vanno citati Joe Biden, Hillary Clinton, Tom Daschle, il candidato democratico uscente ed ex Vicepresidente Al Gore e Jesse Jackson.

### Vincitore
| Nome       | Dati di nascita con età all'inizio della convention | Cariche precedenti                                          | Stato di provenienza | Data annuncio candidatura | Logo campagna | Note  |
| ---------- | --------------------------------------------------- | ----------------------------------------------------------- | -------------------- | ------------------------- | ------------- | ----- |
| John Kerry | 11 dicembre 1943 (60 anni) Aurora, Colorado         | Senatore degli Stati Uniti per il Massachusetts (1985-2013) | Massachusetts        | 2 settembre 2003          |               | [ 3 ] |

#### Candidati ritiratisi durante le primarie
| Nome                | Dati di nascita con età all'inizio della convention | Cariche precedenti                                                              | Stato di provenienza | Data annuncio candidatura | Data ritiro      | Logo campagna | Note   |
| ------------------- | --------------------------------------------------- | ------------------------------------------------------------------------------- | -------------------- | ------------------------- | ---------------- | ------------- | ------ |
| Carol Moseley Braun | 16 agosto 1947 (56 anni) Chicago, Illinois          | Senatrice degli Stati Uniti per l'Illinois (1993-1999)                          | Illinois             | 18 febbraio 2003          | 15 gennaio 2004  |               | [ 4 ]  |
| Wesley Clark        | 23 dicembre 1944 (59 anni) Chicago, Illinois        | Comandante supremo delle potenze alleate in Europa (1997-2000)                  | Arkansas             | 17 settembre 2003         | 11 febbraio 2004 |               | [ 5 ]  |
| Howard Dean         | 17 novembre 1948 (55 anni) East Hampton, New York   | Governatore del Vermont (1991-2003)                                             | Vermont              | 23 giugno 2003            | 18 febbraio 2004 |               | [ 6 ]  |
| John Edwards        | 10 giugno 1953 (51 anni) Seneca, Carolina del Sud   | Senatore degli Stati Uniti per la Carolina del Nord (1999-2005)                 | Carolina del Nord    | 16 settembre 2003         | 2 marzo 2004     |               | [ 7 ]  |
| Dick Gephardt       | 31 gennaio 1941 (63 anni) Saint Louis, Missouri     | Leader della minoranza alla Camera dei Rappresentanti (1995-2003)               | Missouri             | 19 febbraio 2003          | 20 gennaio 2004  |               | [ 8 ]  |
| Dennis Kucinich     | 8 ottobre 1946 (57 anni) Cleveland, Ohio            | Membro della Camera dei rappresentanti degli Stati Uniti per l'Ohio (1997-2013) | Ohio                 | 13 ottobre 2003           | 22 luglio 2004   |               | [ 9 ]  |
| Joe Lieberman       | 24 febbraio 1942 (62 anni) Stamford, Connecticut    | Senatore degli Stati Uniti per il Connecticut (1989-2013)                       | Connecticut          | 13 gennaio 2003           | 3 febbraio 2004  |               | -      |
| Al Sharpton         | 3 ottobre 1954 (49 anni) Brooklyn, New York         | Attivista e personaggio televisivo                                              | New York             | 31 dicembre 2002          | 15 marzo 2004    | \|            | [ 10 ] |

#### Candidati ritiratisi prima dell'inizio delle primarie
| Nome       | Dati di nascita con età all'inizio della convention | Cariche precedenti                                    | Stato di provenienza | Data candidatura | Data ritiro    | Logo campagna | Note   |
| ---------- | --------------------------------------------------- | ----------------------------------------------------- | -------------------- | ---------------- | -------------- | ------------- | ------ |
| Bob Graham | 9 novembre 1936 (67 anni) Coral Gables, Florida     | Senatore degli Stati Uniti per la Florida (1987-2005) | Florida              | 6 maggio 2003    | 6 ottobre 2003 |               | [ 11 ] |

## Calendario
| Data                           | Stato o territorio      | Delegati | Delegati | Delegati | Tipo                    |
| Data                           | Stato o territorio      | vinc.    | sup.     | tot.     | Tipo                    |
| ------------------------------ | ----------------------- | -------- | -------- | -------- | ----------------------- |
| 14 gennaio 2004                | Distretto di Columbia   | 0        | 0        | 0        | primarie non vincolanti |
| 19 gennaio 2004                | Iowa                    | 45       | 12       | 57       | caucus chiusi           |
| 27 gennaio 2004                | New Hampshire           | 22       | 5        | 27       | primarie semiaperte     |
| 3 febbraio 2004 (Mini Tuesday) | Arizona                 | 55       | 9        | 64       | primarie chiuse         |
| 3 febbraio 2004 (Mini Tuesday) | Carolina del Sud        | 45       | 10       | 55       | primarie semiaperte     |
| 3 febbraio 2004 (Mini Tuesday) | Dakota del Nord         | 14       | 8        | 22       | caucus aperti           |
| 3 febbraio 2004 (Mini Tuesday) | Delaware                | 15       | 8        | 23       | primarie chiuse         |
| 3 febbraio 2004 (Mini Tuesday) | Missouri                | 74       | 14       | 88       | primarie aperte         |
| 3 febbraio 2004 (Mini Tuesday) | Nuovo Messico           | 26       | 11       | 37       | caucus chiusi           |
| 3 febbraio 2004 (Mini Tuesday) | Oklahoma                | 40       | 7        | 47       | primarie chiuse         |
| 7 febbraio 2004                | Michigan                | 128      | 27       | 155      | primarie semiaperte     |
| 7 febbraio 2004                | Washington              | 76       | 19       | 95       | caucus semiaperti       |
| 8 febbraio 2004                | Maine                   | 24       | 11       | 35       | caucus chiusi           |
| 10 febbraio 2004               | Tennessee               | 69       | 16       | 85       | primarie aperte         |
| 10 febbraio 2004               | Virginia                | 82       | 16       | 98       | primarie aperte         |
| 14 febbraio 2004               | Distretto di Columbia   | 16       | 23       | 39       | caucus chiusi           |
| 14 febbraio 2004               | Nevada                  | 24       | 8        | 32       | caucus chiusi           |
| 17 febbraio 2004               | Wisconsin               | 72       | 15       | 87       | primarie aperte         |
| 24 febbraio 2004               | Hawaii                  | 20       | 9        | 29       | caucus chiusi           |
| 24 febbraio 2004               | Idaho                   | 18       | 5        | 23       | caucus aperti           |
| 24 febbraio 2004               | Utah                    | 23       | 6        | 29       | primarie semiaperte     |
| 2 marzo 2004 (Super Tuesday)   | California              | 370      | 71       | 441      | primarie semiaperte     |
| 2 marzo 2004 (Super Tuesday)   | Connecticut             | 49       | 13       | 62       | primarie chiuse         |
| 2 marzo 2004 (Super Tuesday)   | Georgia                 | 86       | 15       | 101      | primarie aperte         |
| 2 marzo 2004 (Super Tuesday)   | Maryland                | 69       | 30       | 99       | primarie chiuse         |
| 2 marzo 2004 (Super Tuesday)   | Massachusetts           | 93       | 28       | 121      | primarie semiaperte     |
| 2 marzo 2004 (Super Tuesday)   | Minnesota               | 72       | 14       | 86       | caucus aperti           |
| 2 marzo 2004 (Super Tuesday)   | New York                | 236      | 48       | 284      | primarie chiuse         |
| 2 marzo 2004 (Super Tuesday)   | Ohio                    | 140      | 19       | 159      | primarie semiaperte     |
| 2 marzo 2004 (Super Tuesday)   | Rhode Island            | 21       | 11       | 32       | primarie semiaperte     |
| 2 marzo 2004 (Super Tuesday)   | Vermont                 | 15       | 7        | 22       | primarie aperte         |
| 8 marzo 2004                   | Samoa Americane         | 3        | 3        | 6        | caucus aperti           |
| 9 marzo 2004                   | Florida                 | 177      | 24       | 201      | primarie chiuse         |
| 9 marzo 2004                   | Louisiana               | 60       | 12       | 72       | primarie chiuse         |
| 9 marzo 2004                   | Mississippi             | 33       | 8        | 41       | primarie aperte         |
| 9 marzo 2004                   | Texas                   | 195      | 37       | 232      | primarie aperte         |
| 13 marzo 2004                  | Kansas                  | 33       | 8        | 41       | caucus semiaperti       |
| 16 marzo 2004                  | Illinois                | 156      | 30       | 186      | primarie aperte         |
| 20 marzo 2004                  | Alaska                  | 13       | 5        | 18       | caucus chiusi           |
| 20 marzo 2004                  | Wyoming                 | 13       | 6        | 19       | caucus chiusi           |
| 6 febbraio - 27 marzo 2004     | Elettori all'estero     | 7        | 2        | 9        | caucus aperti           |
| 13 aprile 2004                 | Colorado                | 53       | 10       | 63       | caucus chiusi           |
| 17 aprile 2004                 | Carolina del Nord       | 90       | 17       | 107      | caucus chiusi           |
| 17 aprile 2004                 | Isole Vergini Americane | 3        | 3        | 6        | caucus chiusi           |
| 24 aprile 2004                 | Guam                    | 3        | 2        | 5        | caucus chiusi           |
| 27 aprile 2004                 | Pennsylvania            | 151      | 27       | 178      | primarie chiuse         |
| 4 maggio 2004                  | Indiana                 | 67       | 14       | 81       | primarie semiaperte     |
| 11 maggio 2004                 | Nebraska                | 24       | 7        | 31       | primarie semiaperte     |
| 11 maggio 2004                 | Virginia Occidentale    | 28       | 11       | 39       | primarie semiaperte     |
| 18 maggio 2004                 | Arkansas                | 36       | 11       | 47       | primarie aperte         |
| 18 maggio 2004                 | Kentucky                | 49       | 8        | 57       | primarie chiuse         |
| 18 maggio 2004                 | Oregon                  | 46       | 13       | 59       | primarie chiuse         |
| 1º giugno 2004                 | Alabama                 | 54       | 8        | 62       | primarie aperte         |
| 1º giugno 2004                 | Dakota del Sud          | 14       | 8        | 22       | primarie chiuse         |
| 6 giugno 2004                  | Porto Rico              | 51       | 6        | 57       | caucus chiusi           |
| 8 giugno 2004                  | Montana                 | 15       | 6        | 21       | primarie aperte         |
| 8 giugno 2004                  | New Jersey              | 107      | 21       | 128      | primarie semiaperte     |
| Totali                         | Totali                  | 3 520    | 802      | 4 322    |                         |

## Risultati nel dettaglio

### Riepilogo delegati
| Candidati                                   | Candidati                                   | John Kerry  | John Edwards ritirato | Howard Dean ritirato | Wesley Clark ritirato | Dennis Kucinich ritirato | Al Sharpton ritirato |
| ------------------------------------------- | ------------------------------------------- | ----------- | --------------------- | -------------------- | --------------------- | ------------------------ | -------------------- |
| Delegati vincolati: Totale assegnati: 3520  | Delegati vincolati: Totale assegnati: 3520  | 2682 61.71% | 562 13,00%            | 108.5 2,51%          | 68 1,57%              | 63.5 1,47%               | 20 0,46%             |
| Iowa Totale assegnati: 45                   | Iowa Totale assegnati: 45                   | 21          | 17                    | 7                    | 0                     | 0                        | 0                    |
| New Hampshire Totale assegnati: 22          | New Hampshire Totale assegnati: 22          | 13          | 0                     | 9                    | 0                     | 0                        | 0                    |
| Arizona Totale assegnati: 55                | Arizona Totale assegnati: 55                | 30          | 0                     | 3                    | 22                    | 0                        | 0                    |
| Carolina del Sud Totale assegnati: 45       | Carolina del Sud Totale assegnati: 45       | 17          | 28                    | 0                    | 0                     | 0                        | 0                    |
| Dakota del Nord Totale assegnati: 14        | Dakota del Nord Totale assegnati: 14        | 9           | 0                     | 0                    | 5                     | 0                        | 0                    |
| Delaware Totale assegnati: 15               | Delaware Totale assegnati: 15               | 14          | 0                     | 0                    | 0                     | 0                        | 1                    |
| Missouri Totale assegnati: 74               | Missouri Totale assegnati: 74               | 51          | 23                    | 0                    | 0                     | 0                        | 0                    |
| Nuovo Messico Totale assegnati: 26          | Nuovo Messico Totale assegnati: 26          | 14          | 0                     | 4                    | 8                     | 0                        | 0                    |
| Oklahoma Totale assegnati: 40               | Oklahoma Totale assegnati: 40               | 12          | 13                    | 0                    | 15                    | 0                        | 0                    |
| Michigan Totale assegnati: 128              | Michigan Totale assegnati: 128              | 93          | 4                     | 24                   | 0                     | 0                        | 7                    |
| Washington Totale assegnati: 76             | Washington Totale assegnati: 76             | 46          | 0                     | 24                   | 0                     | 6                        | 0                    |
| Maine Totale assegnati: 24                  | Maine Totale assegnati: 24                  | 11          | 0                     | 7                    | 0                     | 6                        | 0                    |
| Tennessee Totale assegnati: 69              | Tennessee Totale assegnati: 69              | 31          | 20                    | 0                    | 18                    | 0                        | 0                    |
| Virginia Totale assegnati: 82               | Virginia Totale assegnati: 82               | 54          | 28                    | 0                    | 0                     | 0                        | 0                    |
| Distretto di Columbia Totale assegnati: 16  | Distretto di Columbia Totale assegnati: 16  | 9           | 0                     | 3                    | 0                     | 0                        | 4                    |
| Nevada Totale assegnati: 24                 | Nevada Totale assegnati: 24                 | 24          | 0                     | 0                    | 0                     | 0                        | 0                    |
| Wisconsin Totale assegnati: 72              | Wisconsin Totale assegnati: 72              | 32          | 26                    | 14                   | 0                     | 0                        | 0                    |
| Hawaii Totale assegnati: 20                 | Hawaii Totale assegnati: 20                 | 12          | 0                     | 0                    | 0                     | 8                        | 0                    |
| Idaho Totale assegnati: 18                  | Idaho Totale assegnati: 18                  | 13          | 5                     | 0                    | 0                     | 0                        | 0                    |
| Utah Totale assegnati: 23                   | Utah Totale assegnati: 23                   | 14          | 9                     | 0                    | 0                     | 0                        | 0                    |
| California Totale assegnati: 415            | California Totale assegnati: 415            | 288         | 82                    | 0                    | 0                     | 0                        | 0                    |
| Connecticut Totale assegnati: 49            | Connecticut Totale assegnati: 49            | 35          | 14                    | 0                    | 0                     | 0                        | 0                    |
| Georgia Totale assegnati: 86                | Georgia Totale assegnati: 86                | 46          | 40                    | 0                    | 0                     | 0                        | 0                    |
| Maryland Totale assegnati: 69               | Maryland Totale assegnati: 69               | 47          | 22                    | 0                    | 0                     | 0                        | 0                    |
| Massachusetts Totale assegnati: 93          | Massachusetts Totale assegnati: 93          | 80          | 13                    | 0                    | 0                     | 0                        | 0                    |
| Minnesota Totale assegnati: 72              | Minnesota Totale assegnati: 72              | 41          | 22                    | 0                    | 0                     | 9                        | 0                    |
| New York Totale assegnati: 236              | New York Totale assegnati: 236              | 175         | 53                    | 0                    | 0                     | 0                        | 8                    |
| Ohio Totale assegnati: 140                  | Ohio Totale assegnati: 140                  | 81          | 55                    | 0                    | 0                     | 4                        | 0                    |
| Rhode Island Totale assegnati: 21           | Rhode Island Totale assegnati: 21           | 17          | 4                     | 0                    | 0                     | 0                        | 0                    |
| Vermont Totale assegnati: 15                | Vermont Totale assegnati: 15                | 6           | 0                     | 9                    | 0                     | 0                        | 0                    |
| Samoa Americane Totale assegnati: 3         | Samoa Americane Totale assegnati: 3         | 2.5         | 0                     | 0                    | 0                     | 0.5                      | 0                    |
| Florida Totale assegnati: 177               | Florida Totale assegnati: 177               | 174         | 3                     | 0                    | 0                     | 0                        | 0                    |
| Louisiana Totale assegnati: 60              | Louisiana Totale assegnati: 60              | 50          | 10                    | 0                    | 0                     | 0                        | 0                    |
| Mississippi Totale assegnati: 33            | Mississippi Totale assegnati: 33            | 33          | 0                     | 0                    | 0                     | 0                        | 0                    |
| Texas Totale assegnati: 195                 | Texas Totale assegnati: 195                 | 186         | 9                     | 0                    | 0                     | 0                        | 0                    |
| Kansas Totale assegnati: 33                 | Kansas Totale assegnati: 33                 | 32          | 0                     | 1                    | 0                     | 0                        | 0                    |
| Illinois Totale assegnati: 156              | Illinois Totale assegnati: 156              | 155         | 1                     | 0                    | 0                     | 0                        | 0                    |
| Alaska Totale assegnati: 13                 | Alaska Totale assegnati: 13                 | 7           | 0                     | 0                    | 0                     | 6                        | 0                    |
| Wyoming Totale assegnati: 13                | Wyoming Totale assegnati: 13                | 13          | 0                     | 0                    | 0                     | 0                        | 0                    |
| Democratici all'estero Totale assegnati: 7  | Democratici all'estero Totale assegnati: 7  | 4.5         | 0                     | 2.5                  | 0                     | 0                        | 0                    |
| Colorado Totale assegnati: 53               | Colorado Totale assegnati: 53               | 39          | 0                     | 0                    | 0                     | 14                       | 0                    |
| Carolina del Nord Totale assegnati: 90      | Carolina del Nord Totale assegnati: 90      | 29          | 57                    | 0                    | 0                     | 4                        | 0                    |
| Isole Vergini Americane Totale assegnati: 3 | Isole Vergini Americane Totale assegnati: 3 | 3           | 0                     | 0                    | 0                     | 0                        | 0                    |
| Guam Totale assegnati: 3                    | Guam Totale assegnati: 3                    | 3           | 0                     | 0                    | 0                     | 0                        | 0                    |
| Pennsylvania Totale assegnati: 151          | Pennsylvania Totale assegnati: 151          | 150         | 0                     | 1                    | 0                     | 0                        | 0                    |
| Indiana Totale assegnati: 67                | Indiana Totale assegnati: 67                | 67          | 0                     | 0                    | 0                     | 0                        | 0                    |
| Nebraska Totale assegnati: 24               | Nebraska Totale assegnati: 24               | 24          | 0                     | 0                    | 0                     | 0                        | 0                    |
| Virginia Occidentale Totale assegnati: 28   | Virginia Occidentale Totale assegnati: 28   | 28          | 0                     | 0                    | 0                     | 0                        | 0                    |
| Arkansas Totale assegnati: 36               | Arkansas Totale assegnati: 36               | 27          | 0                     | 0                    | 0                     | 0                        | 0                    |
| Kentucky Totale assegnati: 49               | Kentucky Totale assegnati: 49               | 45          | 4                     | 0                    | 0                     | 0                        | 0                    |
| Oregon Totale assegnati: 46                 | Oregon Totale assegnati: 46                 | 40          | 0                     | 0                    | 0                     | 6                        | 0                    |
| Alabama Totale assegnati: 54                | Alabama Totale assegnati: 54                | 47          | 0                     | 0                    | 0                     | 0                        | 0                    |
| Dakota del Sud Totale assegnati: 14         | Dakota del Sud Totale assegnati: 14         | 14          | 0                     | 0                    | 0                     | 0                        | 0                    |
| Porto Rico Totale assegnati: 51             | Porto Rico Totale assegnati: 51             | 51          | 0                     | 0                    | 0                     | 0                        | 0                    |
| Montana Totale assegnati: 19                | Montana Totale assegnati: 19                | 15          | 0                     | 0                    | 0                     | 0                        | 0                    |
| New Jersey Totale assegnati: 107            | New Jersey Totale assegnati: 107            | 107         | 0                     | 0                    | 0                     | 0                        | 0                    |

### Prime elezioni di febbraio
Caucus dell'Iowa
     Kerry
     Edwards
     Dean
     pareggio
| Caucus democratici dell'Iowa, 17 gennaio 2004 | Caucus democratici dell'Iowa, 17 gennaio 2004 | Caucus democratici dell'Iowa, 17 gennaio 2004 | Caucus democratici dell'Iowa, 17 gennaio 2004 |
| Candidato                                     | Voti                                          | %                                             | Delegati                                      |
| --------------------------------------------- | --------------------------------------------- | --------------------------------------------- | --------------------------------------------- |
| John Kerry                                    | 5.002                                         | 37,09                                         | 21                                            |
| John Edwards                                  | 4.393                                         | 32,57                                         | 17                                            |
| Howard Dean                                   | 2.342                                         | 17,36                                         | 7                                             |
| Dick Gephardt                                 | 1.507                                         | 11,17                                         | 0                                             |
| Dennis Kucinich                               | 139                                           | 1,03                                          | 0                                             |
| Altro                                         | 65                                            | 0,48                                          | 0                                             |
| Non affiliati (Uncommitted)                   | 24                                            | 0,18                                          | 0                                             |
| Wesley Clark                                  | 15                                            | 0,11                                          | 0                                             |
| Totale                                        | 463.487                                       | 100%                                          | 45                                            |

Primarie del New Hampshire
     Kerry
     Dean
| Primarie democratiche del New Hampshire, 27 gennaio 2004 | Primarie democratiche del New Hampshire, 27 gennaio 2004 | Primarie democratiche del New Hampshire, 27 gennaio 2004 | Primarie democratiche del New Hampshire, 27 gennaio 2004 |
| Candidato                                                | Voti                                                     | %                                                        | Delegati                                                 |
| -------------------------------------------------------- | -------------------------------------------------------- | -------------------------------------------------------- | -------------------------------------------------------- |
| John Kerry                                               | 84.377                                                   | 38,39                                                    | 13                                                       |
| Howard Dean                                              | 57.761                                                   | 26,28                                                    | 9                                                        |
| Wesley Clark                                             | 27.314                                                   | 12,43                                                    | 0                                                        |
| John Edwards                                             | 26.487                                                   | 12,05                                                    | 0                                                        |
| Joe Lieberman                                            | 18.911                                                   | 8,60                                                     | 0                                                        |
| Dennis Kucinich                                          | 3.114                                                    | 1,42                                                     | 0                                                        |
| Altro                                                    | 886                                                      | 0,40                                                     | 0                                                        |
| Dick Gephardt                                            | 419                                                      | 0,19                                                     | 0                                                        |
| Al Sharpton                                              | 347                                                      | 0,16                                                     | 0                                                        |
| Lyndon LaRouche                                          | 90                                                       | 0,04                                                     | 0                                                        |
| Carol Moseley Braun (ritirata)                           | 81                                                       | 0,04                                                     | 0                                                        |
| Totale                                                   | 219.787                                                  | 100%                                                     | 22                                                       |

### Elezioni delMini Tuesday
Primarie dell'Arizona;
     Kerry
     Clark
| Primarie democratiche dell'Arizona, 3 febbraio 2004 | Primarie democratiche dell'Arizona, 3 febbraio 2004 | Primarie democratiche dell'Arizona, 3 febbraio 2004 | Primarie democratiche dell'Arizona, 3 febbraio 2004 |
| Candidato                                           | Voti                                                | %                                                   | Delegati                                            |
| --------------------------------------------------- | --------------------------------------------------- | --------------------------------------------------- | --------------------------------------------------- |
| John Kerry                                          | 101.809                                             | 42,61                                               | 30                                                  |
| Wesley Clark                                        | 63.256                                              | 26,47                                               | 22                                                  |
| Howard Dean                                         | 33.555                                              | 14,04                                               | 3                                                   |
| John Edwards                                        | 16.596                                              | 6,95                                                | 0                                                   |
| Joe Lieberman                                       | 15.906                                              | 6,66                                                | 0                                                   |
| Dennis Kucinich                                     | 3.896                                               | 1,63                                                | 0                                                   |
| Altro                                               | 1.372                                               | 0,57                                                | 0                                                   |
| Al Sharpton                                         | 1.177                                               | 0,49                                                | 0                                                   |
| Dick Gephardt (ritirato)                            | 755                                                 | 0,32                                                | 0                                                   |
| Carol Moseley Braun (ritirata)                      | 325                                                 | 0,14                                                | 0                                                   |
| Lyndon LaRouche                                     | 295                                                 | 0,12                                                | 0                                                   |
| Totale                                              | 238.942                                             | 100%                                                | 55                                                  |

Primarie della Carolina del Sud
     Edwards
     Kerry
| Primarie democratiche del South Carolina, 3 febbraio 2004 | Primarie democratiche del South Carolina, 3 febbraio 2004 | Primarie democratiche del South Carolina, 3 febbraio 2004 | Primarie democratiche del South Carolina, 3 febbraio 2004 |
| Candidato                                                 | Voti                                                      | %                                                         | Delegati                                                  |
| --------------------------------------------------------- | --------------------------------------------------------- | --------------------------------------------------------- | --------------------------------------------------------- |
| John Edwards                                              | 131.174                                                   | 44,86                                                     | 28                                                        |
| John Kerry                                                | 88.508                                                    | 30,27                                                     | 17                                                        |
| Al Sharpton                                               | 28.201                                                    | 9,65                                                      | 0                                                         |
| Wesley Clark                                              | 21.011                                                    | 7,19                                                      | 0                                                         |
| Howard Dean                                               | 13.815                                                    | 4,72                                                      | 0                                                         |
| Joe Lieberman                                             | 7.147                                                     | 2,44                                                      | 0                                                         |
| Dennis Kucinich                                           | 1.319                                                     | 0,45                                                      | 0                                                         |
| Dick Gephardt (ritirato)                                  | 631                                                       | 0,22                                                      | 0                                                         |
| Carol Moseley Braun (ritirata)                            | 577                                                       | 0,20                                                      | 0                                                         |
| Totale                                                    | 292.383                                                   | 100%                                                      | 45                                                        |

Caucus del Dakota del Nord
| Caucus democratici del North Dakota, 3 febbraio 2004 | Caucus democratici del North Dakota, 3 febbraio 2004 | Caucus democratici del North Dakota, 3 febbraio 2004 | Caucus democratici del North Dakota, 3 febbraio 2004 |
| Candidato                                            | Voti                                                 | %                                                    | Delegati                                             |
| ---------------------------------------------------- | ---------------------------------------------------- | ---------------------------------------------------- | ---------------------------------------------------- |
| John Kerry                                           | 5.366                                                | 50,82                                                | 9                                                    |
| Wesley Clark                                         | 2.502                                                | 23,70                                                | 5                                                    |
| Howard Dean                                          | 1.231                                                | 11,66                                                | 0                                                    |
| John Edwards                                         | 1.025                                                | 9,71                                                 | 0                                                    |
| Dennis Kucinich                                      | 308                                                  | 2,92                                                 | 0                                                    |
| Joe Lieberman                                        | 98                                                   | 0,93                                                 | 0                                                    |
| Al Sharpton                                          | 28                                                   | 0,27                                                 | 0                                                    |
| Totale                                               | 10.558                                               | 100%                                                 | 14                                                   |

Primarie del Delaware
| Primarie democratiche del Delaware, 3 febbraio 2004 | Primarie democratiche del Delaware, 3 febbraio 2004 | Primarie democratiche del Delaware, 3 febbraio 2004 | Primarie democratiche del Delaware, 3 febbraio 2004 |
| Candidato                                           | Voti                                                | %                                                   | Delegati                                            |
| --------------------------------------------------- | --------------------------------------------------- | --------------------------------------------------- | --------------------------------------------------- |
| John Kerry                                          | 16.787                                              | 50,43                                               | 14                                                  |
| Al Sharpton                                         | 1.888                                               | 5,67                                                | 1                                                   |
| Joe Lieberman                                       | 3.706                                               | 11,13                                               | 0                                                   |
| John Edwards                                        | 3.674                                               | 11,04                                               | 0                                                   |
| Howard Dean                                         | 3.462                                               | 10,40                                               | 0                                                   |
| Wesley Clark                                        | 3.165                                               | 9,51                                                | 0                                                   |
| Dennis Kucinich                                     | 344                                                 | 1,03                                                | 0                                                   |
| Dick Gephardt (ritirato)                            | 187                                                 | 0,56                                                | 0                                                   |
| Lyndon LaRouche                                     | 78                                                  | 0,23                                                | 0                                                   |
| Totale                                              | 33.291                                              | 100%                                                | 15                                                  |

Primarie del Missouri
     Kerry
     Edwards
| Primarie democratiche del Missouri, 3 febbraio 2004 | Primarie democratiche del Missouri, 3 febbraio 2004 | Primarie democratiche del Missouri, 3 febbraio 2004 | Primarie democratiche del Missouri, 3 febbraio 2004 |
| Candidato                                           | Voti                                                | %                                                   | Delegati                                            |
| --------------------------------------------------- | --------------------------------------------------- | --------------------------------------------------- | --------------------------------------------------- |
| John Kerry                                          | 211.745                                             | 50,62                                               | 51                                                  |
| John Edwards                                        | 103.088                                             | 24,64                                               | 23                                                  |
| Howard Dean                                         | 36.288                                              | 8,67                                                | 0                                                   |
| Wesley Clark                                        | 18.340                                              | 4,38                                                | 0                                                   |
| Joe Lieberman                                       | 14.727                                              | 3,52                                                | 0                                                   |
| Al Sharpton                                         | 14.308                                              | 3,42                                                | 0                                                   |
| Dick Gephardt (ritirato)                            | 8.281                                               | 1,98                                                | 0                                                   |
| Dennis Kucinich                                     | 4.875                                               | 1,17                                                | 0                                                   |
| Non affiliati (Uncommitted)                         | 4.311                                               | 1,03                                                | 0                                                   |
| Carol Moseley Braun (ritirata)                      | 1.088                                               | 0,26                                                | 0                                                   |
| Lyndon LaRouche                                     | 953                                                 | 0,23                                                | 0                                                   |
| Altro                                               | 335                                                 | 0,08                                                | 0                                                   |
| Totale                                              | 418.339                                             | 100%                                                | 74                                                  |

Caucus del Nuovo Messico
| Caucus democratici del New Mexico, 3 febbraio 2004 | Caucus democratici del New Mexico, 3 febbraio 2004 | Caucus democratici del New Mexico, 3 febbraio 2004 | Caucus democratici del New Mexico, 3 febbraio 2004 |
| Candidato                                          | Voti                                               | %                                                  | Delegati                                           |
| -------------------------------------------------- | -------------------------------------------------- | -------------------------------------------------- | -------------------------------------------------- |
| John Kerry                                         | 43.455                                             | 42,56                                              | 14                                                 |
| Wesley Clark                                       | 20.817                                             | 20,39                                              | 8                                                  |
| Howard Dean                                        | 16.662                                             | 16,32                                              | 4                                                  |
| John Edwards                                       | 11.428                                             | 11,19                                              | 0                                                  |
| Dennis Kucinich                                    | 5.563                                              | 5,45                                               | 0                                                  |
| Joe Lieberman                                      | 2.580                                              | 2,53                                               | 0                                                  |
| Dick Gephardt (ritirato)                           | 849                                                | 0,83                                               | 0                                                  |
| Non affiliati (Uncommitted)                        | 480                                                | 0,47                                               | 0                                                  |
| Altro                                              | 262                                                | 0,26                                               | 0                                                  |
| Totale                                             | 102.096                                            | 100%                                               | 26                                                 |

Primarie dell'Oklahoma
     Clark
     Edwards
     Kerry
| Primarie democratiche dell'Oklahoma, 3 febbraio 2004 | Primarie democratiche dell'Oklahoma, 3 febbraio 2004 | Primarie democratiche dell'Oklahoma, 3 febbraio 2004 | Primarie democratiche dell'Oklahoma, 3 febbraio 2004 |
| Candidato                                            | Voti                                                 | %                                                    | Delegati                                             |
| ---------------------------------------------------- | ---------------------------------------------------- | ---------------------------------------------------- | ---------------------------------------------------- |
| Wesley Clark                                         | 90.526                                               | 29,94                                                | 15                                                   |
| John Edwards                                         | 89.310                                               | 29,54                                                | 13                                                   |
| John Kerry                                           | 81.073                                               | 26,81                                                | 12                                                   |
| Joe Lieberman                                        | 19.680                                               | 6,51                                                 | 0                                                    |
| Howard Dean                                          | 12.734                                               | 4,21                                                 | 0                                                    |
| Al Sharpton                                          | 3.939                                                | 1,30                                                 | 0                                                    |
| Dennis Kucinich                                      | 2.544                                                | 0,84                                                 | 0                                                    |
| Dick Gephardt (ritirato)                             | 1.890                                                | 0,63                                                 | 0                                                    |
| Lyndon LaRouche                                      | 689                                                  | 0,23                                                 | 0                                                    |
| Totale                                               | 302.385                                              | 100%                                                 | 40                                                   |

### Altre elezioni di febbraio

Bandiera del Nevada

Caucus del Michigan
| Caucus democratici del Michigan, 7 febbraio 2004 | Caucus democratici del Michigan, 7 febbraio 2004 | Caucus democratici del Michigan, 7 febbraio 2004 | Caucus democratici del Michigan, 7 febbraio 2004 |
| Candidato                                        | Voti                                             | %                                                | Delegati                                         |
| ------------------------------------------------ | ------------------------------------------------ | ------------------------------------------------ | ------------------------------------------------ |
| John Kerry                                       | 84.818                                           | 51,79                                            | 93                                               |
| Howard Dean                                      | 27.025                                           | 16,50                                            | 24                                               |
| Al Sharpton                                      | 11.404                                           | 6,96                                             | 7                                                |
| John Edwards                                     | 21.905                                           | 13,38                                            | 4                                                |
| Wesley Clark                                     | 10.955                                           | 6,69                                             | 0                                                |
| Dennis Kucinich                                  | 5.258                                            | 3,21                                             | 0                                                |
| Dick Gephardt (ritirato)                         | 951                                              | 0,58                                             | 0                                                |
| Joe Lieberman (ritirato)                         | 659                                              | 0,40                                             | 0                                                |
| Non affiliati (Uncommitted)                      | 497                                              | 0,30                                             | 0                                                |
| Carol Moseley Braun (ritirata)                   | 189                                              | 0,12                                             | 0                                                |
| Altro                                            | 108                                              | 0,07                                             | 0                                                |
| Totale                                           | 163.769                                          | 100%                                             | 128                                              |

Caucus dello Stato di Washington
| Caucus democratici dello Stato di Washington, 7 febbraio 2004 | Caucus democratici dello Stato di Washington, 7 febbraio 2004 | Caucus democratici dello Stato di Washington, 7 febbraio 2004 | Caucus democratici dello Stato di Washington, 7 febbraio 2004 |
| Candidato                                                     | Voti                                                          | %                                                             | Delegati                                                      |
| ------------------------------------------------------------- | ------------------------------------------------------------- | ------------------------------------------------------------- | ------------------------------------------------------------- |
| John Kerry                                                    | 11.397                                                        | 48,41                                                         | 46                                                            |
| Howard Dean                                                   | 7.060                                                         | 29,99                                                         | 24                                                            |
| Dennis Kucinich                                               | 1.927                                                         | 8,19                                                          | 6                                                             |
| John Edwards                                                  | 1.571                                                         | 6,67                                                          | 0                                                             |
| Non affiliati (Uncommitted)                                   | 799                                                           | 3,39                                                          | 0                                                             |
| Wesley Clark                                                  | 768                                                           | 3,26                                                          | 0                                                             |
| Al Sharpton                                                   | 19                                                            | 0,08                                                          | 0                                                             |
| Totale                                                        | 23.541                                                        | 100%                                                          | 76                                                            |

Caucus del Maine
| Caucus democratici del Maine, 8 febbraio 2004 | Caucus democratici del Maine, 8 febbraio 2004 | Caucus democratici del Maine, 8 febbraio 2004 | Caucus democratici del Maine, 8 febbraio 2004 |
| Candidato                                     | Voti                                          | %                                             | Delegati                                      |
| --------------------------------------------- | --------------------------------------------- | --------------------------------------------- | --------------------------------------------- |
| John Kerry                                    | 8.296                                         | 44,22                                         | 11                                            |
| Howard Dean                                   | 5.200                                         | 27,72                                         | 7                                             |
| Dennis Kucinich                               | 2.954                                         | 15,75                                         | 6                                             |
| John Edwards                                  | 1.395                                         | 7,44                                          | 0                                             |
| Wesley Clark                                  | 660                                           | 3,52                                          | 0                                             |
| Non affiliati (Uncommitted)                   | 229                                           | 1,22                                          | 0                                             |
| Al Sharpton                                   | 19                                            | 0,10                                          | 0                                             |
| Joe Lieberman (ritirato)                      | 7                                             | 0,04                                          | 0                                             |
| Altro                                         | 1                                             | 0,01                                          | 0                                             |
| Totale                                        | 18.761                                        | 100%                                          | 24                                            |

Primarie del Tennessee
| Primarie democratiche del Tennessee, 10 febbraio 2004 | Primarie democratiche del Tennessee, 10 febbraio 2004 | Primarie democratiche del Tennessee, 10 febbraio 2004 | Primarie democratiche del Tennessee, 10 febbraio 2004 |
| Candidato                                             | Voti                                                  | %                                                     | Delegati                                              |
| ----------------------------------------------------- | ----------------------------------------------------- | ----------------------------------------------------- | ----------------------------------------------------- |
| John Kerry                                            | 151.527                                               | 41,02                                                 | 31                                                    |
| John Edwards                                          | 97.914                                                | 26,51                                                 | 20                                                    |
| Wesley Clark                                          | 85.315                                                | 23,10                                                 | 18                                                    |
| Howard Dean                                           | 16.128                                                | 4,37                                                  | 0                                                     |
| Al Sharpton                                           | 6.107                                                 | 1,65                                                  | 0                                                     |
| Joe Lieberman (ritirato)                              | 3.213                                                 | 0,87                                                  | 0                                                     |
| Non affiliati (Uncommitted)                           | 2.727                                                 | 0,74                                                  | 0                                                     |
| Carol Moseley Braun (ritirata)                        | 2.490                                                 | 0,67                                                  | 0                                                     |
| Dennis Kucinich                                       | 2.279                                                 | 0,62                                                  | 0                                                     |
| Dick Gephardt (ritirato)                              | 1.402                                                 | 0,38                                                  | 0                                                     |
| Lyndon LaRouche                                       | 283                                                   | 0,08                                                  | 0                                                     |
| Totale                                                | 626.738                                               | 100%                                                  | 69                                                    |

Primarie della Virginia
| Primarie democratiche della Virginia, 10 febbraio 2004 | Primarie democratiche della Virginia, 10 febbraio 2004 | Primarie democratiche della Virginia, 10 febbraio 2004 | Primarie democratiche della Virginia, 10 febbraio 2004 |
| Candidato                                              | Voti                                                   | %                                                      | Delegati                                               |
| ------------------------------------------------------ | ------------------------------------------------------ | ------------------------------------------------------ | ------------------------------------------------------ |
| John Kerry                                             | 204.142                                                | 51,52                                                  | 54                                                     |
| John Edwards                                           | 105.504                                                | 26,63                                                  | 28                                                     |
| Wesley Clark                                           | 36.572                                                 | 9,23                                                   | 0                                                      |
| Howard Dean                                            | 27.637                                                 | 6,98                                                   | 0                                                      |
| Al Sharpton                                            | 12.864                                                 | 3,25                                                   | 0                                                      |
| Dennis Kucinich                                        | 5.016                                                  | 1,27                                                   | 0                                                      |
| Joe Lieberman (ritirato)                               | 2.866                                                  | 0,72                                                   | 0                                                      |
| Lyndon LaRouche                                        | 1.042                                                  | 0,26                                                   | 0                                                      |
| Dick Gephardt (ritirato)                               | 580                                                    | 0,15                                                   | 0                                                      |
| Totale                                                 | 396.223                                                | 100%                                                   | 82                                                     |

Elezioni del Distretto di Columbia
| Candidato                      | Primarie non vincolanti del 13 gennaio | Primarie non vincolanti del 13 gennaio | Caucus del 14 febbraio | Caucus del 14 febbraio | Delegati |
| Candidato                      | Voti                                   | %                                      | Voti                   | %                      | Delegati |
| ------------------------------ | -------------------------------------- | -------------------------------------- | ---------------------- | ---------------------- | -------- |
| John Kerry                     | /                                      | /                                      | 4.278                  | 46,90                  | 9        |
| Al Sharpton                    | 14.639                                 | 34,43                                  | 1.824                  | 20,00                  | 4        |
| Howard Dean                    | 18.132                                 | 42,65                                  | 1.596                  | 17,50                  | 3        |
| John Edwards                   | /                                      | /                                      | 927                    | 10,20                  | 0        |
| Dennis Kucinich                | 3.481                                  | 8,19                                   | 303                    | 3,30                   | 0        |
| Wesley Clark (ritirato)        | /                                      | /                                      | 93                     | 1,00                   | 0        |
| Altro                          | 818                                    | 1,92                                   | 55                     | 0,60                   | 0        |
| Joe Lieberman (ritirato)       | /                                      | /                                      | 31                     | 0,30                   | 0        |
| Non affiliati (Uncommitted)    | /                                      | /                                      | 19                     | 0,20                   | 0        |
| Carol Moseley Braun (ritirata) | 4.924                                  | 8,19                                   | /                      | /                      | /        |
| Lyndon LaRouche                | 522                                    | 1,23                                   | /                      | /                      | /        |
| Totale                         | 42.516                                 | 100%                                   | 9.126                  | 100%                   | 16       |

Caucus del Nevada
| Caucus democratici del Nevada, 14 febbraio 2004 | Caucus democratici del Nevada, 14 febbraio 2004 | Caucus democratici del Nevada, 14 febbraio 2004 | Caucus democratici del Nevada, 14 febbraio 2004 |
| Candidato                                       | Voti                                            | %                                               | Delegati                                        |
| ----------------------------------------------- | ----------------------------------------------- | ----------------------------------------------- | ----------------------------------------------- |
| John Kerry                                      | 2.252                                           | 62,90                                           | 24                                              |
| Howard Dean                                     | 601                                             | 16.80                                           | 0                                               |
| John Edwards                                    | 373                                             | 10,40                                           | 0                                               |
| Dennis Kucinich                                 | 241                                             | 6,70                                            | 0                                               |
| Non affiliati (Uncommitted)                     | 90                                              | 2,50                                            | 0                                               |
| Al Sharpton                                     | 25                                              | 0,70                                            | 0                                               |
| Totale                                          | 3.582                                           | 100%                                            | 24                                              |

Primarie del Wisconsin
| Primarie democratiche del Wisconsin, 17 febbraio 2004 | Primarie democratiche del Wisconsin, 17 febbraio 2004 | Primarie democratiche del Wisconsin, 17 febbraio 2004 | Primarie democratiche del Wisconsin, 17 febbraio 2004 |
| Candidato                                             | Voti                                                  | %                                                     | Delegati                                              |
| ----------------------------------------------------- | ----------------------------------------------------- | ----------------------------------------------------- | ----------------------------------------------------- |
| John Kerry                                            | 328.358                                               | 39,64                                                 | 32                                                    |
| John Edwards                                          | 284.163                                               | 34,30                                                 | 26                                                    |
| Howard Dean                                           | 150.845                                               | 18,21                                                 | 14                                                    |
| Dennis Kucinich                                       | 27.353                                                | 3,30                                                  | 0                                                     |
| Al Sharpton                                           | 14.701                                                | 1,77                                                  | 0                                                     |
| Wesley Clark (ritirato)                               | 12.713                                                | 1,53                                                  | 0                                                     |
| Joe Lieberman (ritirato)                              | 3.929                                                 | 0,47                                                  | 0                                                     |
| Lyndon LaRouche                                       | 1.637                                                 | 0,20                                                  | 0                                                     |
| Carol Moseley Braun (ritirata)                        | 1.590                                                 | 0,15                                                  | 0                                                     |
| Dick Gephardt (ritirato)                              | 1.263                                                 | 0,15                                                  | 0                                                     |
| Non affiliati (Uncommitted)                           | 1.146                                                 | 0,14                                                  | 0                                                     |
| Altro                                                 | 666                                                   | 0,08                                                  | 0                                                     |
| Totale                                                | 828.364                                               | 100%                                                  | 72                                                    |

Caucus delle Hawaii
| Caucus democratici delle Hawaii, 24 febbraio 2004 | Caucus democratici delle Hawaii, 24 febbraio 2004 | Caucus democratici delle Hawaii, 24 febbraio 2004 | Caucus democratici delle Hawaii, 24 febbraio 2004 |
| Candidato                                         | Voti                                              | %                                                 | Delegati                                          |
| ------------------------------------------------- | ------------------------------------------------- | ------------------------------------------------- | ------------------------------------------------- |
| John Kerry                                        | 1.921                                             | 47,08                                             | 12                                                |
| Dennis Kucinich                                   | 1.273                                             | 31,20                                             | 8                                                 |
| John Edwards                                      | 512                                               | 12,55                                             | 0                                                 |
| Howard Dean (ritirato)                            | 297                                               | 7,28                                              | 0                                                 |
| Non affiliati (Uncommitted)                       | 44                                                | 1,08                                              | 0                                                 |
| Wesley Clark (ritirato)                           | 22                                                | 0,54                                              | 0                                                 |
| Altro                                             | 7                                                 | 0,17                                              | 0                                                 |
| Joe Lieberman (ritirato)                          | 4                                                 | 0,10                                              | 0                                                 |
| Totale                                            | 4.080                                             | 100%                                              | 20                                                |

Caucus dell'Idaho
| Caucus democratici dell'Idaho, 24 febbraio 2004 | Caucus democratici dell'Idaho, 24 febbraio 2004 | Caucus democratici dell'Idaho, 24 febbraio 2004 | Caucus democratici dell'Idaho, 24 febbraio 2004 |
| Candidato                                       | Voti                                            | %                                               | Delegati                                        |
| ----------------------------------------------- | ----------------------------------------------- | ----------------------------------------------- | ----------------------------------------------- |
| John Kerry                                      | 210                                             | 55,40                                           | 13                                              |
| John Edwards                                    | 87                                              | 23,00                                           | 5                                               |
| Howard Dean (ritirato)                          | 42                                              | 11,10                                           | 0                                               |
| Non affiliati (Uncommitted)                     | 26                                              | 6,90                                            | 0                                               |
| Dennis Kucinich                                 | 14                                              | 3,70                                            | 0                                               |
| Totale                                          | 379                                             | 100%                                            | 18                                              |

Primarie dello Utah
| Primarie democratiche dello Utah, 24 febbraio 2004 | Primarie democratiche dello Utah, 24 febbraio 2004 | Primarie democratiche dello Utah, 24 febbraio 2004 | Primarie democratiche dello Utah, 24 febbraio 2004 |
| Candidato                                          | Voti                                               | %                                                  | Delegati                                           |
| -------------------------------------------------- | -------------------------------------------------- | -------------------------------------------------- | -------------------------------------------------- |
| John Kerry                                         | 19.232                                             | 55,18                                              | 14                                                 |
| John Edwards                                       | 10.384                                             | 29,79                                              | 9                                                  |
| Dennis Kucinich                                    | 2.590                                              | 7,43                                               | 0                                                  |
| Howard Dean (ritirato)                             | 1.335                                              | 3,83                                               | 0                                                  |
| Wesley Clark (ritirato)                            | 489                                                | 1,40                                               | 0                                                  |
| Joe Lieberman (ritirato)                           | 402                                                | 1,15                                               | 0                                                  |
| Non affiliati (Uncommitted)                        | 298                                                | 0,85                                               | 0                                                  |
| Dick Gephardt (ritirato)                           | 124                                                | 0,36                                               | 0                                                  |
| Totale                                             | 34.854                                             | 100%                                               | 23                                                 |

### Elezioni delSuper Tuesday
Primarie della California
| Primarie democratiche della California, 2 marzo 2004 | Primarie democratiche della California, 2 marzo 2004 | Primarie democratiche della California, 2 marzo 2004 | Primarie democratiche della California, 2 marzo 2004 |
| Candidato                                            | Voti                                                 | %                                                    | Delegati                                             |
| ---------------------------------------------------- | ---------------------------------------------------- | ---------------------------------------------------- | ---------------------------------------------------- |
| John Kerry                                           | 2.002.539                                            | 64,44                                                | 288                                                  |
| John Edwards                                         | 614.441                                              | 19,77                                                | 82                                                   |
| Dennis Kucinich                                      | 144.954                                              | 4,66                                                 | 0                                                    |
| Howard Dean (ritirato)                               | 130.892                                              | 4,21                                                 | 0                                                    |
| Al Sharpton                                          | 59.326                                               | 1,91                                                 | 0                                                    |
| Joe Lieberman (ritirato)                             | 52.780                                               | 1,70                                                 | 0                                                    |
| Wesley Clark (ritirato)                              | 51.084                                               | 1,64                                                 | 0                                                    |
| Carol Moseley Braun (ritirata)                       | 24.501                                               | 0,79                                                 | 0                                                    |
| Dick Gephardt (ritirato)                             | 19.139                                               | 0,62                                                 | 0                                                    |
| Lyndon LaRouche                                      | 7.953                                                | 0,26                                                 | 0                                                    |
| Altro                                                | 20                                                   | 0,00                                                 | 0                                                    |
| Totale                                               | 3.107.629                                            | 100%                                                 | 370                                                  |

Primarie del Connecticut
     Kerry
| Primarie democratiche del Connecticut, 2 marzo 2004 | Primarie democratiche del Connecticut, 2 marzo 2004 | Primarie democratiche del Connecticut, 2 marzo 2004 | Primarie democratiche del Connecticut, 2 marzo 2004 |
| Candidato                                           | Voti                                                | %                                                   | Delegati                                            |
| --------------------------------------------------- | --------------------------------------------------- | --------------------------------------------------- | --------------------------------------------------- |
| John Kerry                                          | 75.860                                              | 58,34                                               | 35                                                  |
| John Edwards                                        | 30.844                                              | 23,72                                               | 14                                                  |
| Joe Lieberman (ritirato)                            | 6.705                                               | 5,16                                                | 0                                                   |
| Howard Dean (ritirato)                              | 5.166                                               | 3,97                                                | 0                                                   |
| Dennis Kucinich                                     | 4.133                                               | 3,18                                                | 0                                                   |
| Al Sharpton                                         | 3.312                                               | 2,55                                                | 0                                                   |
| Wesley Clark (ritirato)                             | 1.546                                               | 1,19                                                | 0                                                   |
| Lyndon LaRouche                                     | 1.467                                               | 1,13                                                | 0                                                   |
| Non affiliati (Uncommitted)                         | 990                                                 | 0,76                                                | 0                                                   |
| Totale                                              | 130.023                                             | 100%                                                | 49                                                  |

Primarie della Georgia
| Primarie democratiche della Georgia, 2 marzo 2004 | Primarie democratiche della Georgia, 2 marzo 2004 | Primarie democratiche della Georgia, 2 marzo 2004 | Primarie democratiche della Georgia, 2 marzo 2004 |
| Candidato                                         | Voti                                              | %                                                 | Delegati                                          |
| ------------------------------------------------- | ------------------------------------------------- | ------------------------------------------------- | ------------------------------------------------- |
| John Kerry                                        | 293.265                                           | 46,79                                             | 46                                                |
| John Edwards                                      | 259.386                                           | 41,38                                             | 40                                                |
| Al Sharpton                                       | 39.129                                            | 6,24                                              | 0                                                 |
| Howard Dean (ritirato)                            | 11.322                                            | 1,81                                              | 0                                                 |
| Dennis Kucinich                                   | 7.701                                             | 1,23                                              | 0                                                 |
| Joe Lieberman (ritirato)                          | 5.666                                             | 0,90                                              | 0                                                 |
| Wesley Clark (ritirato)                           | 4.247                                             | 0,68                                              | 0                                                 |
| Carol Moseley Braun (ritirata)                    | 3.747                                             | 0,60                                              | 0                                                 |
| Dick Gephardt (ritirato)                          | 2.350                                             | 0,37                                              | 0                                                 |
| Totale                                            | 626.813                                           | 100%                                              | 86                                                |

Primarie del Maryland
| Primarie democratiche del Maryland, 2 marzo 2004 | Primarie democratiche del Maryland, 2 marzo 2004 | Primarie democratiche del Maryland, 2 marzo 2004 | Primarie democratiche del Maryland, 2 marzo 2004 |
| Candidato                                        | Voti                                             | %                                                | Delegati                                         |
| ------------------------------------------------ | ------------------------------------------------ | ------------------------------------------------ | ------------------------------------------------ |
| John Kerry                                       | 286.955                                          | 59,60                                            | 47                                               |
| John Edwards                                     | 123.006                                          | 25,55                                            | 22                                               |
| Al Sharpton                                      | 21.810                                           | 4,53                                             | 0                                                |
| Howard Dean (ritirato)                           | 12.461                                           | 2,59                                             | 0                                                |
| Dennis Kucinich                                  | 8.693                                            | 1,81                                             | 0                                                |
| Non affiliati (Uncommitted)                      | 8.527                                            | 1,77                                             | 0                                                |
| Joe Lieberman (ritirato)                         | 5.245                                            | 1,09                                             | 0                                                |
| Wesley Clark (ritirato)                          | 4.230                                            | 0,88                                             | 0                                                |
| Altro                                            | 4.039                                            | 0,84                                             | 0                                                |
| Carol Moseley Braun (ritirata)                   | 2.809                                            | 0,58                                             | 0                                                |
| Dick Gephardt (ritirato)                         | 2.146                                            | 0,45                                             | 0                                                |
| Lyndon LaRouche                                  | 1.555                                            | 0,32                                             | 0                                                |
| Totale                                           | 481.476                                          | 100%                                             | 69                                               |

Primarie del Massachusetts
| Primarie democratiche del Massachusetts, 2 marzo 2004 | Primarie democratiche del Massachusetts, 2 marzo 2004 | Primarie democratiche del Massachusetts, 2 marzo 2004 | Primarie democratiche del Massachusetts, 2 marzo 2004 |
| Candidato                                             | Voti                                                  | %                                                     | Delegati                                              |
| ----------------------------------------------------- | ----------------------------------------------------- | ----------------------------------------------------- | ----------------------------------------------------- |
| John Kerry                                            | 440.964                                               | 71,68                                                 | 80                                                    |
| John Edwards                                          | 108.051                                               | 17,56                                                 | 13                                                    |
| Dennis Kucinich                                       | 25.198                                                | 4,10                                                  | 0                                                     |
| Howard Dean (ritirato)                                | 17.076                                                | 2,78                                                  | 0                                                     |
| Al Sharpton                                           | 6.123                                                 | 1,00                                                  | 0                                                     |
| Joe Lieberman (ritirato)                              | 5.432                                                 | 0,88                                                  | 0                                                     |
| Non affiliati (Uncommitted)                           | 4.451                                                 | 0,72                                                  | 0                                                     |
| Wesley Clark (ritirato)                               | 3.109                                                 | 0,51                                                  | 0                                                     |
| Dick Gephardt (ritirato)                              | 1.455                                                 | 0,24                                                  | 0                                                     |
| Altro                                                 | 1.340                                                 | 0,22                                                  | 0                                                     |
| Carol Moseley Braun (ritirata)                        | 1.019                                                 | 0,17                                                  | 0                                                     |
| Lyndon LaRouche                                       | 970                                                   | 0,16                                                  | 0                                                     |
| Totale                                                | 615.188                                               | 100%                                                  | 93                                                    |

Caucus del Minnesota
| Caucus democratici del Minnesota, 2 marzo 2004 | Caucus democratici del Minnesota, 2 marzo 2004 | Caucus democratici del Minnesota, 2 marzo 2004 | Caucus democratici del Minnesota, 2 marzo 2004 |
| Candidato                                      | Voti                                           | %                                              | Delegati                                       |
| ---------------------------------------------- | ---------------------------------------------- | ---------------------------------------------- | ---------------------------------------------- |
| John Kerry                                     | 27.854                                         | 50,71                                          | 41                                             |
| John Edwards                                   | 14.841                                         | 27,02                                          | 22                                             |
| Dennis Kucinich                                | 9.336                                          | 17,00                                          | 9                                              |
| Non affiliati (Uncommitted)                    | 1.233                                          | 2,24                                           | 0                                              |
| Howard Dean (ritirato)                         | 1.079                                          | 1,96                                           | 0                                              |
| Al Sharpton                                    | 338                                            | 0,62                                           | 0                                              |
| Wesley Clark (ritirato)                        | 177                                            | 0,32                                           | 0                                              |
| Joe Lieberman (ritirato)                       | 73                                             | 0,13                                           | 0                                              |
| Totale                                         | 54.931                                         | 100%                                           | 72                                             |

Primarie dello Stato di New York
| Primarie democratiche di New York, 2 marzo 2004 | Primarie democratiche di New York, 2 marzo 2004 | Primarie democratiche di New York, 2 marzo 2004 | Primarie democratiche di New York, 2 marzo 2004 |
| Candidato                                       | Voti                                            | %                                               | Delegati                                        |
| ----------------------------------------------- | ----------------------------------------------- | ----------------------------------------------- | ----------------------------------------------- |
| John Kerry                                      | 437.754                                         | 61,17                                           | 175                                             |
| John Edwards                                    | 143.960                                         | 20,12                                           | 53                                              |
| Al Sharpton                                     | 57.456                                          | 8,03                                            | 8                                               |
| Dennis Kucinich                                 | 36.680                                          | 5,13                                            | 0                                               |
| Howard Dean (ritirato)                          | 20.471                                          | 2,86                                            | 0                                               |
| Joe Lieberman (ritirato)                        | 9.314                                           | 1,30                                            | 0                                               |
| Dick Gephardt (ritirato)                        | 3.954                                           | 0,55                                            | 0                                               |
| Wesley Clark (ritirato)                         | 3.517                                           | 0,49                                            | 0                                               |
| Lyndon LaRouche                                 | 2.527                                           | 0,35                                            | 0                                               |
| Totale                                          | 715.633                                         | 100%                                            | 236                                             |

Primarie dell'Ohio
| Primarie democratiche dell'Ohio, 2 marzo 2004 | Primarie democratiche dell'Ohio, 2 marzo 2004 | Primarie democratiche dell'Ohio, 2 marzo 2004 | Primarie democratiche dell'Ohio, 2 marzo 2004 |
| Candidato                                     | Voti                                          | %                                             | Delegati                                      |
| --------------------------------------------- | --------------------------------------------- | --------------------------------------------- | --------------------------------------------- |
| John Kerry                                    | 632.599                                       | 51,81                                         | 81                                            |
| John Edwards                                  | 416.106                                       | 34,08                                         | 55                                            |
| Dennis Kucinich                               | 110.067                                       | 9,01                                          | 4                                             |
| Howard Dean (ritirato)                        | 30.983                                        | 2,54                                          | 0                                             |
| Joe Lieberman (ritirato)                      | 14.676                                        | 1,20                                          | 0                                             |
| Wesley Clark (ritirato)                       | 12.577                                        | 1,03                                          | 0                                             |
| Lyndon LaRouche                               | 4.018                                         | 0,33                                          | 0                                             |
| Totale                                        | 1.221.026                                     | 100%                                          | 140                                           |

Primarie del Rhode Island
| Primarie democratiche del Rhode Island, 2 marzo 2004 | Primarie democratiche del Rhode Island, 2 marzo 2004 | Primarie democratiche del Rhode Island, 2 marzo 2004 | Primarie democratiche del Rhode Island, 2 marzo 2004 |
| Candidato                                            | Voti                                                 | %                                                    | Delegati                                             |
| ---------------------------------------------------- | ---------------------------------------------------- | ---------------------------------------------------- | ---------------------------------------------------- |
| John Kerry                                           | 25.466                                               | 71,22                                                | 17                                                   |
| John Edwards                                         | 6.635                                                | 18,55                                                | 4                                                    |
| Howard Dean (ritirato)                               | 1.425                                                | 3,99                                                 | 0                                                    |
| Dennis Kucinich                                      | 1.054                                                | 2,95                                                 | 0                                                    |
| Non affiliati (Uncommitted)                          | 415                                                  | 1,16                                                 | 0                                                    |
| Joe Lieberman (ritirato)                             | 303                                                  | 0,85                                                 | 0                                                    |
| Wesley Clark (ritirato)                              | 237                                                  | 0,66                                                 | 0                                                    |
| Altro                                                | 161                                                  | 0,45                                                 | 0                                                    |
| Lyndon LaRouche                                      | 63                                                   | 0,18                                                 | 0                                                    |
| Totale                                               | 35.759                                               | 100%                                                 | 21                                                   |

Primarie del Vermont
     Dean
     Kerry
| Primarie democratiche del Vermont, 2 marzo 2004 | Primarie democratiche del Vermont, 2 marzo 2004 | Primarie democratiche del Vermont, 2 marzo 2004 | Primarie democratiche del Vermont, 2 marzo 2004 |
| Candidato                                       | Voti                                            | %                                               | Delegati                                        |
| ----------------------------------------------- | ----------------------------------------------- | ----------------------------------------------- | ----------------------------------------------- |
| Howard Dean (ritirato)                          | 44.393                                          | 53,56                                           | 9                                               |
| John Kerry                                      | 26.171                                          | 31,58                                           | 6                                               |
| John Edwards                                    | 5.113                                           | 6,17                                            | 0                                               |
| Dennis Kucinich                                 | 3.396                                           | 4,10                                            | 0                                               |
| Wesley Clark (ritirato)                         | 2.749                                           | 3,32                                            | 0                                               |
| Altro                                           | 673                                             | 0,81                                            | 0                                               |
| Lyndon LaRouche                                 | 386                                             | 0,47                                            | 0                                               |
| Totale                                          | 82.881                                          | 100%                                            | 15                                              |

### Altre elezioni nella prima metà di marzo

Bandiera delle Samoa Americane

Caucus delle Samoa Americane
| Caucus democratici delle Samoa Americane, 8 marzo 2004 | Caucus democratici delle Samoa Americane, 8 marzo 2004 | Caucus democratici delle Samoa Americane, 8 marzo 2004 |
| Candidato                                              | %                                                      | Delegati                                               |
| ------------------------------------------------------ | ------------------------------------------------------ | ------------------------------------------------------ |
| John Kerry                                             | 83,00                                                  | 2.5                                                    |
| Dennis Kucinich                                        | 17,00                                                  | 0.5                                                    |
| Totale                                                 | 100%                                                   | 3                                                      |

Primarie della Florida
| Primarie democratiche della Florida, 9 marzo 2004 | Primarie democratiche della Florida, 9 marzo 2004 | Primarie democratiche della Florida, 9 marzo 2004 | Primarie democratiche della Florida, 9 marzo 2004 |
| Candidato                                         | Voti                                              | %                                                 | Delegati                                          |
| ------------------------------------------------- | ------------------------------------------------- | ------------------------------------------------- | ------------------------------------------------- |
| John Kerry                                        | 581.672                                           | 77,17                                             | 174                                               |
| John Edwards (ritirato)                           | 75.703                                            | 10,04                                             | 3                                                 |
| Al Sharpton                                       | 21.031                                            | 2,79                                              | 0                                                 |
| Howard Dean (ritirato)                            | 20.834                                            | 2,76                                              | 0                                                 |
| Dennis Kucinich                                   | 17.198                                            | 2,28                                              | 0                                                 |
| Joe Lieberman (ritirato)                          | 14.287                                            | 1,90                                              | 0                                                 |
| Wesley Clark (ritirato)                           | 10.226                                            | 1,36                                              | 0                                                 |
| Carol Moseley Braun (ritirata)                    | 6.789                                             | 0,90                                              | 0                                                 |
| Dick Gephardt (ritirato)                          | 6.022                                             | 0,80                                              | 0                                                 |
| Totale                                            | 753.762                                           | 100%                                              | 177                                               |

Primarie della Louisiana
| Primarie democratiche della Louisiana, 9 marzo 2004 | Primarie democratiche della Louisiana, 9 marzo 2004 | Primarie democratiche della Louisiana, 9 marzo 2004 | Primarie democratiche della Louisiana, 9 marzo 2004 |
| Candidato                                           | Voti                                                | %                                                   | Delegati                                            |
| --------------------------------------------------- | --------------------------------------------------- | --------------------------------------------------- | --------------------------------------------------- |
| John Kerry                                          | 112.639                                             | 69,68                                               | 50                                                  |
| John Edwards (ritirato)                             | 26.074                                              | 16,13                                               | 10                                                  |
| Howard Dean (ritirato)                              | 7.948                                               | 4,92                                                | 0                                                   |
| Wesley Clark (ritirato)                             | 7.091                                               | 4,39                                                | 0                                                   |
| Altro                                               | 3.161                                               | 1,96                                                | 0                                                   |
| Dennis Kucinich                                     | 2.411                                               | 1,49                                                | 0                                                   |
| Lyndon LaRouche                                     | 2.329                                               | 1,44                                                | 0                                                   |
| Totale                                              | 161.653                                             | 100%                                                | 60                                                  |

Primarie del Mississippi
| Primarie democratiche del Mississippi, 9 marzo 2004 | Primarie democratiche del Mississippi, 9 marzo 2004 | Primarie democratiche del Mississippi, 9 marzo 2004 | Primarie democratiche del Mississippi, 9 marzo 2004 |
| Candidato                                           | Voti                                                | %                                                   | Delegati                                            |
| --------------------------------------------------- | --------------------------------------------------- | --------------------------------------------------- | --------------------------------------------------- |
| John Kerry                                          | 60.115                                              | 78,42                                               | 33                                                  |
| John Edwards (ritirato)                             | 5.594                                               | 7,30                                                | 0                                                   |
| Al Sharpton                                         | 3.949                                               | 5,15                                                | 0                                                   |
| Howard Dean (ritirato)                              | 2.009                                               | 2,62                                                | 0                                                   |
| Wesley Clark (ritirato)                             | 1.886                                               | 2,46                                                | 0                                                   |
| Non affiliati (Uncommitted)                         | 1.372                                               | 1,79                                                | 0                                                   |
| Dennis Kucinich                                     | 773                                                 | 1,01                                                | 0                                                   |
| Joe Lieberman (ritirato)                            | 716                                                 | 0,93                                                | 0                                                   |
| Lyndon LaRouche                                     | 247                                                 | 0,32                                                | 0                                                   |
| Totale                                              | 76.661                                              | 100%                                                | 33                                                  |

Primarie del Texas
| Primarie democratiche del Texas, 9 marzo 2004 | Primarie democratiche del Texas, 9 marzo 2004 | Primarie democratiche del Texas, 9 marzo 2004 | Primarie democratiche del Texas, 9 marzo 2004 |
| Candidato                                     | Voti                                          | %                                             | Delegati                                      |
| --------------------------------------------- | --------------------------------------------- | --------------------------------------------- | --------------------------------------------- |
| John Kerry                                    | 563.237                                       | 67,11                                         | 186                                           |
| John Edwards (ritirato)                       | 120.413                                       | 14,35                                         | 9                                             |
| Howard Dean (ritirato)                        | 40.035                                        | 4,77                                          | 0                                             |
| Al Sharpton                                   | 31.020                                        | 3,70                                          | 0                                             |
| Joe Lieberman (ritirato)                      | 25.245                                        | 3,01                                          | 0                                             |
| Wesley Clark (ritirato)                       | 18.437                                        | 2,20                                          | 0                                             |
| Dennis Kucinich                               | 15.475                                        | 1,84                                          | 0                                             |
| Dick Gephardt (ritirato)                      | 12.160                                        | 1,45                                          | 0                                             |
| Lyndon LaRouche                               | 6.871                                         | 0,82                                          | 0                                             |
| Altro                                         | 6.338                                         | 0,76                                          | 0                                             |
| Totale                                        | 839.231                                       | 100%                                          | 195                                           |

Caucus del Kansas
| Caucus democratici del Kansas, 13 marzo 2004 | Caucus democratici del Kansas, 13 marzo 2004 | Caucus democratici del Kansas, 13 marzo 2004 | Caucus democratici del Kansas, 13 marzo 2004 |
| Candidato                                    | Delegati regionali                           | %                                            | Delegati                                     |
| -------------------------------------------- | -------------------------------------------- | -------------------------------------------- | -------------------------------------------- |
| John Kerry                                   | 289                                          | 71,89                                        | 32                                           |
| Howard Dean (ritirato)                       | 27                                           | 6,72                                         | 1                                            |
| Dennis Kucinich                              | 41                                           | 10,20                                        | 0                                            |
| John Edwards (ritirato)                      | 35                                           | 8,71                                         | 0                                            |
| Non affiliati (Uncommitted)                  | 7                                            | 1,74                                         | 0                                            |
| Wesley Clark (ritirato)                      | 3                                            | 0,75                                         | 0                                            |
| Totale                                       | 402                                          | 100%                                         | 33                                           |

#### Elezioni della seconda metà di marzo
Primarie dell'Illinois
| Primarie democratiche dell'Illinois, 16 marzo 2004 | Primarie democratiche dell'Illinois, 16 marzo 2004 | Primarie democratiche dell'Illinois, 16 marzo 2004 | Primarie democratiche dell'Illinois, 16 marzo 2004 |
| Candidato                                          | Voti                                               | %                                                  | Delegati                                           |
| -------------------------------------------------- | -------------------------------------------------- | -------------------------------------------------- | -------------------------------------------------- |
| John Kerry                                         | 873.230                                            | 71,72                                              | 155                                                |
| John Edwards (ritirato)                            | 131.966                                            | 10,84                                              | 1                                                  |
| Carol Moseley Braun (ritirata)                     | 53.249                                             | 4,37                                               | 0                                                  |
| Howard Dean (ritirato)                             | 47.343                                             | 3,89                                               | 0                                                  |
| Al Sharpton                                        | 36.123                                             | 2,97                                               | 0                                                  |
| Dennis Kucinich                                    | 28.083                                             | 2,31                                               | 0                                                  |
| Joe Lieberman (ritirato)                           | 24.354                                             | 2,00                                               | 0                                                  |
| Wesley Clark (ritirato)                            | 19.304                                             | 1,59                                               | 0                                                  |
| Lyndon LaRouche                                    | 3.863                                              | 0,32                                               | 0                                                  |
| Totale                                             | 1.217.515                                          | 100%                                               | 156                                                |

Caucus dell'Alaska
| Caucus democratici dell'Alaska, 20 marzo 2004 | Caucus democratici dell'Alaska, 20 marzo 2004 | Caucus democratici dell'Alaska, 20 marzo 2004 |
| Candidato                                     | %                                             | Delegati                                      |
| --------------------------------------------- | --------------------------------------------- | --------------------------------------------- |
| John Kerry                                    | 47,80                                         | 7                                             |
| Dennis Kucinich                               | 26,50                                         | 6                                             |
| Non affiliati (Uncommitted)                   | 12,00                                         | 0                                             |
| Howard Dean (ritirato)                        | 11,10                                         | 0                                             |
| John Edwards (ritirato)                       | 2,60                                          | 0                                             |
| Totale                                        | 100%                                          | 13                                            |

Caucus del Wyoming
| Caucus democratici del Wyoming, 20 marzo 2004 | Caucus democratici del Wyoming, 20 marzo 2004 | Caucus democratici del Wyoming, 20 marzo 2004 | Caucus democratici del Wyoming, 20 marzo 2004 |
| Candidato                                     | Voti                                          | %                                             | Delegati                                      |
| --------------------------------------------- | --------------------------------------------- | --------------------------------------------- | --------------------------------------------- |
| John Kerry                                    | 514                                           | 79,44                                         | 13                                            |
| Non affiliati (Uncommitted)                   | 44                                            | 6,80                                          | 0                                             |
| Dennis Kucinich                               | 36                                            | 5,56                                          | 0                                             |
| John Edwards (ritirato)                       | 27                                            | 4,17                                          | 0                                             |
| Howard Dean (ritirato)                        | 23                                            | 3,55                                          | 0                                             |
| Al Sharpton (ritirato)                        | 3                                             | 0,46                                          | 0                                             |
| Totale                                        | 647                                           | 100%                                          | 13                                            |

Caucus degli elettori all'estero
     Kerry
     Dean

██ Pareggio
     N/A
| Caucus globali dei democratici residenti all'estero, 6 febbraio - 27 marzo 2004 | Caucus globali dei democratici residenti all'estero, 6 febbraio - 27 marzo 2004 | Caucus globali dei democratici residenti all'estero, 6 febbraio - 27 marzo 2004 | Caucus globali dei democratici residenti all'estero, 6 febbraio - 27 marzo 2004 |
| Candidato                                                                       | Voti                                                                            | %                                                                               | Delegati                                                                        |
| ------------------------------------------------------------------------------- | ------------------------------------------------------------------------------- | ------------------------------------------------------------------------------- | ------------------------------------------------------------------------------- |
| John Kerry                                                                      | 1.254                                                                           | 56,00                                                                           | 4.5                                                                             |
| Howard Dean (ritirato)                                                          | 422                                                                             | 18,80                                                                           | 2.5                                                                             |
| Wesley Clark (ritirato)                                                         | 226                                                                             | 10,10                                                                           | 0                                                                               |
| John Edwards (ritirato)                                                         | 211                                                                             | 9,40                                                                            | 0                                                                               |
| Dennis Kucinich                                                                 | 108                                                                             | 4,80                                                                            | 0                                                                               |
| Al Sharpton (ritirato)                                                          | 12                                                                              | 0,50                                                                            | 0                                                                               |
| Joe Lieberman (ritirato)                                                        | 6                                                                               | 0,30                                                                            | 0                                                                               |
| Totale                                                                          | 2.239                                                                           | 100%                                                                            | 7                                                                               |

### Elezioni di aprile

Bandiera delle Isole Vergini americane

Bandiera di Guam

Caucus del Colorado
| Caucus democratici del Colorado, 13 aprile 2004 | Caucus democratici del Colorado, 13 aprile 2004 | Caucus democratici del Colorado, 13 aprile 2004 | Caucus democratici del Colorado, 13 aprile 2004 |
| Candidato                                       | Voti                                            | %                                               | Delegati                                        |
| ----------------------------------------------- | ----------------------------------------------- | ----------------------------------------------- | ----------------------------------------------- |
| John Kerry                                      | 4.730                                           | 63,71                                           | 39                                              |
| Dennis Kucinich                                 | 964                                             | 12,98                                           | 14                                              |
| Non affiliati (Uncommitted)                     | 1.454                                           | 19,59                                           | 0                                               |
| Howard Dean (ritirato)                          | 182                                             | 2,45                                            | 0                                               |
| John Edwards (ritirato)                         | 66                                              | 0,89                                            | 0                                               |
| Wesley Clark (ritirato)                         | 25                                              | 0,34                                            | 0                                               |
| Al Sharpton (ritirato)                          | 3                                               | 0,04                                            | 0                                               |
| Totale                                          | 7.424                                           | 100%                                            | 53                                              |

Caucus della Carolina del Nord
| Caucus democratici del North Carolina, 17 aprile 2004 | Caucus democratici del North Carolina, 17 aprile 2004 | Caucus democratici del North Carolina, 17 aprile 2004 | Caucus democratici del North Carolina, 17 aprile 2004 |
| Candidato                                             | Voti                                                  | %                                                     | Delegati                                              |
| ----------------------------------------------------- | ----------------------------------------------------- | ----------------------------------------------------- | ----------------------------------------------------- |
| John Edwards (ritirato)                               | 9.093                                                 | 51,06                                                 | 57                                                    |
| John Kerry                                            | 4.844                                                 | 27,20                                                 | 29                                                    |
| Dennis Kucinich                                       | 2.175                                                 | 12,21                                                 | 4                                                     |
| Howard Dean (ritirato)                                | 1.009                                                 | 5,67                                                  | 0                                                     |
| Al Sharpton (ritirato)                                | 582                                                   | 3,27                                                  | 0                                                     |
| Non affiliati (Uncommitted)                           | 106                                                   | 0,60                                                  | 0                                                     |
| Totale                                                | 17.809                                                | 100%                                                  | 90                                                    |

Caucus delle Isole Vergini Americane
| Caucus democratici delle Isole Vergini americane, 17 aprile 2004 | Caucus democratici delle Isole Vergini americane, 17 aprile 2004 |
| Candidato                                                        | Delegati                                                         |
| ---------------------------------------------------------------- | ---------------------------------------------------------------- |
| John Kerry                                                       | 3                                                                |
| Totale                                                           | 3                                                                |

Caucus di Guam
| Caucus democratici di Guam, 24 aprile 2004 | Caucus democratici di Guam, 24 aprile 2004 | Caucus democratici di Guam, 24 aprile 2004 | Caucus democratici di Guam, 24 aprile 2004 |
| Candidato                                  | Voti                                       | %                                          | Delegati                                   |
| ------------------------------------------ | ------------------------------------------ | ------------------------------------------ | ------------------------------------------ |
| John Kerry                                 | 808                                        | 77,03                                      | 3                                          |
| Altro                                      | 241                                        | 22,97                                      | 0                                          |
| Totale                                     | 1.049                                      | 100%                                       | 3                                          |

Primarie della Pennsylvania
| Primarie democratiche della Pennsylvania, 27 aprile 2004 | Primarie democratiche della Pennsylvania, 27 aprile 2004 | Primarie democratiche della Pennsylvania, 27 aprile 2004 | Primarie democratiche della Pennsylvania, 27 aprile 2004 |
| Candidato                                                | Voti                                                     | %                                                        | Delegati                                                 |
| -------------------------------------------------------- | -------------------------------------------------------- | -------------------------------------------------------- | -------------------------------------------------------- |
| John Kerry                                               | 585.683                                                  | 74,15                                                    | 150                                                      |
| Howard Dean (ritirato)                                   | 79.799                                                   | 10,10                                                    | 1                                                        |
| John Edwards (ritirato)                                  | 76.762                                                   | 9,72                                                     | 0                                                        |
| Dennis Kucinich                                          | 30.110                                                   | 3,81                                                     | 0                                                        |
| Lyndon LaRouche                                          | 17.528                                                   | 2,22                                                     | 0                                                        |
| Totale                                                   | 789.882                                                  | 100%                                                     | 151                                                      |

### Elezioni di maggio
Primarie dell'Indiana
| Primarie democratiche dell'Indiana, 4 maggio 2004 | Primarie democratiche dell'Indiana, 4 maggio 2004 | Primarie democratiche dell'Indiana, 4 maggio 2004 | Primarie democratiche dell'Indiana, 4 maggio 2004 |
| Candidato                                         | Voti                                              | %                                                 | Delegati                                          |
| ------------------------------------------------- | ------------------------------------------------- | ------------------------------------------------- | ------------------------------------------------- |
| John Kerry                                        | 231.047                                           | 72,84                                             | 67                                                |
| John Edwards (ritirato)                           | 35.651                                            | 11,24                                             | 0                                                 |
| Howard Dean (ritirato)                            | 21.482                                            | 6,77                                              | 0                                                 |
| Wesley Clark (ritirato)                           | 17.437                                            | 5,50                                              | 0                                                 |
| Dennis Kucinich                                   | 7.003                                             | 2,21                                              | 0                                                 |
| Lyndon LaRouche                                   | 4.591                                             | 1,45                                              | 0                                                 |
| Totale                                            | 317.211                                           | 100%                                              | 67                                                |

Primarie del Nebraska
| Primarie democratiche del Nebraska, 11 maggio 2004 | Primarie democratiche del Nebraska, 11 maggio 2004 | Primarie democratiche del Nebraska, 11 maggio 2004 | Primarie democratiche del Nebraska, 11 maggio 2004 |
| Candidato                                          | Voti                                               | %                                                  | Delegati                                           |
| -------------------------------------------------- | -------------------------------------------------- | -------------------------------------------------- | -------------------------------------------------- |
| John Kerry                                         | 52.479                                             | 72,22                                              | 24                                                 |
| John Edwards (ritirato)                            | 10.031                                             | 13,81                                              | 0                                                  |
| Howard Dean (ritirato)                             | 5.400                                              | 7,43                                               | 0                                                  |
| Dennis Kucinich                                    | 1.490                                              | 2,05                                               | 0                                                  |
| Al Sharpton (ritirato)                             | 1.367                                              | 1,88                                               | 0                                                  |
| Altro                                              | 1.090                                              | 1,50                                               | 0                                                  |
| Lyndon LaRouche                                    | 805                                                | 1,11                                               | 0                                                  |
| Totale                                             | 72.662                                             | 100%                                               | 24                                                 |

Primarie della Virginia Occidentale
| Primarie democratiche della West Virginia, 11 maggio 2004 | Primarie democratiche della West Virginia, 11 maggio 2004 | Primarie democratiche della West Virginia, 11 maggio 2004 | Primarie democratiche della West Virginia, 11 maggio 2004 |
| Candidato                                                 | Voti                                                      | %                                                         | Delegati                                                  |
| --------------------------------------------------------- | --------------------------------------------------------- | --------------------------------------------------------- | --------------------------------------------------------- |
| John Kerry                                                | 175.065                                                   | 69,24                                                     | 28                                                        |
| John Edwards (ritirato)                                   | 33.950                                                    | 13,43                                                     | 0                                                         |
| Joe Lieberman (ritirato)                                  | 13.881                                                    | 5,49                                                      | 0                                                         |
| Howard Dean (ritirato)                                    | 10.576                                                    | 4,18                                                      | 0                                                         |
| Wesley Clark (ritirato)                                   | 9.170                                                     | 3,63                                                      | 0                                                         |
| Dennis Kucinich                                           | 6.114                                                     | 2,42                                                      | 0                                                         |
| Lyndon LaRouche                                           | 4.083                                                     | 1,61                                                      | 0                                                         |
| Totale                                                    | 252.839                                                   | 100%                                                      | 28                                                        |

Primarie dell'Arkansas
| Primarie democratiche dell'Arkansas, 18 maggio 2004 | Primarie democratiche dell'Arkansas, 18 maggio 2004 | Primarie democratiche dell'Arkansas, 18 maggio 2004 | Primarie democratiche dell'Arkansas, 18 maggio 2004 |
| Candidato                                           | Voti                                                | %                                                   | Delegati                                            |
| --------------------------------------------------- | --------------------------------------------------- | --------------------------------------------------- | --------------------------------------------------- |
| John Kerry                                          | 177.754                                             | 66,61                                               | 27                                                  |
| Non affiliati (Uncommitted)                         | 61.800                                              | 23,16                                               | 9                                                   |
| Dennis Kucinich                                     | 13.766                                              | 5,16                                                | 0                                                   |
| Lyndon LaRouche                                     | 13.528                                              | 5,07                                                | 0                                                   |
| Totale                                              | 266.848                                             | 100%                                                | 36                                                  |

Primarie del Kentucky
| Primarie democratiche del Kentucky, 18 maggio 2004 | Primarie democratiche del Kentucky, 18 maggio 2004 | Primarie democratiche del Kentucky, 18 maggio 2004 | Primarie democratiche del Kentucky, 18 maggio 2004 |
| Candidato                                          | Voti                                               | %                                                  | Delegati                                           |
| -------------------------------------------------- | -------------------------------------------------- | -------------------------------------------------- | -------------------------------------------------- |
| John Kerry                                         | 138.175                                            | 60,10                                              | 45                                                 |
| John Edwards (ritirato)                            | 33.403                                             | 14,53                                              | 4                                                  |
| Non affiliati (Uncommitted)                        | 21.199                                             | 9,22                                               | 0                                                  |
| Joe Lieberman (ritirato)                           | 11.062                                             | 4,81                                               | 0                                                  |
| Howard Dean (ritirato)                             | 8.222                                              | 3,58                                               | 0                                                  |
| Wesley Clark (ritirato)                            | 6.519                                              | 2,84                                               | 0                                                  |
| Al Sharpton (ritirato)                             | 5.022                                              | 2,18                                               | 0                                                  |
| Dennis Kucinich                                    | 4.508                                              | 1,96                                               | 0                                                  |
| Lyndon LaRouche                                    | 1.806                                              | 0,79                                               | 0                                                  |
| Totale                                             | 229.916                                            | 100%                                               | 49                                                 |

Primarie dell'Oregon
| Primarie democratiche dell'Oregon, 18 maggio 2004 | Primarie democratiche dell'Oregon, 18 maggio 2004 | Primarie democratiche dell'Oregon, 18 maggio 2004 | Primarie democratiche dell'Oregon, 18 maggio 2004 |
| Candidato                                         | Voti                                              | %                                                 | Delegati                                          |
| ------------------------------------------------- | ------------------------------------------------- | ------------------------------------------------- | ------------------------------------------------- |
| John Kerry                                        | 289.804                                           | 78,63                                             | 40                                                |
| Dennis Kucinich                                   | 60.019                                            | 16,29                                             | 6                                                 |
| Altro                                             | 10.150                                            | 2,75                                              | 0                                                 |
| Lyndon LaRouche                                   | 8.571                                             | 2,33                                              | 0                                                 |
| Totale                                            | 368.544                                           | 100%                                              | 46                                                |

### Ultime elezioni di giugno
Primarie dell'Alabama
| Primarie democratiche dell'Alabama, 1 giugno 2004 | Primarie democratiche dell'Alabama, 1 giugno 2004 | Primarie democratiche dell'Alabama, 1 giugno 2004 | Primarie democratiche dell'Alabama, 1 giugno 2004 |
| Candidato                                         | Voti                                              | %                                                 | Delegati                                          |
| ------------------------------------------------- | ------------------------------------------------- | ------------------------------------------------- | ------------------------------------------------- |
| John Kerry                                        | 164.021                                           | 75,04                                             | 47                                                |
| Non affiliati (Uncommitted)                       | 38.223                                            | 17,49                                             | 7                                                 |
| Dennis Kucinich                                   | 9.076                                             | 4,15                                              | 0                                                 |
| Lyndon LaRouche                                   | 7.254                                             | 3,32                                              | 0                                                 |
| Totale                                            | 218.574                                           | 100%                                              | 54                                                |

Primarie del Dakota del Sud
| Primarie democratiche del South Dakota, 1 giugno 2004 | Primarie democratiche del South Dakota, 1 giugno 2004 | Primarie democratiche del South Dakota, 1 giugno 2004 | Primarie democratiche del South Dakota, 1 giugno 2004 |
| Candidato                                             | Voti                                                  | %                                                     | Delegati                                              |
| ----------------------------------------------------- | ----------------------------------------------------- | ----------------------------------------------------- | ----------------------------------------------------- |
| John Kerry                                            | 69.473                                                | 82,31                                                 | 14                                                    |
| Non affiliati (Uncommitted)                           | 5.105                                                 | 6,05                                                  | 0                                                     |
| Howard Dean (ritirato)                                | 4.838                                                 | 5,73                                                  | 0                                                     |
| Lyndon LaRouche                                       | 2.943                                                 | 3,49                                                  | 0                                                     |
| Dennis Kucinich                                       | 2.046                                                 | 2,42                                                  | 0                                                     |
| Totale                                                | 84.405                                                | 100%                                                  | 14                                                    |

Primarie del Montana
| Primarie democratiche del Montana, 8 giugno 2004 | Primarie democratiche del Montana, 8 giugno 2004 | Primarie democratiche del Montana, 8 giugno 2004 | Primarie democratiche del Montana, 8 giugno 2004 |
| Candidato                                        | Voti                                             | %                                                | Delegati                                         |
| ------------------------------------------------ | ------------------------------------------------ | ------------------------------------------------ | ------------------------------------------------ |
| John Kerry                                       | 63.611                                           | 68,00                                            | 15                                               |
| Dennis Kucinich                                  | 9.686                                            | 10,35                                            | 0                                                |
| John Edwards (ritirato)                          | 8.516                                            | 9,10                                             | 0                                                |
| Non affiliati (Uncommitted)                      | 6.899                                            | 7,38                                             | 0                                                |
| Wesley Clark (ritirato)                          | 4.081                                            | 4,36                                             | 0                                                |
| Lyndon LaRouche                                  | 750                                              | 0,80                                             | 0                                                |
| Totale                                           | 93.543                                           | 100%                                             | 15                                               |

Primarie del New Jersey
| Primarie democratiche del New Jersey, 8 giugno 2004 | Primarie democratiche del New Jersey, 8 giugno 2004 | Primarie democratiche del New Jersey, 8 giugno 2004 | Primarie democratiche del New Jersey, 8 giugno 2004 |
| Candidato                                           | Voti                                                | %                                                   | Delegati                                            |
| --------------------------------------------------- | --------------------------------------------------- | --------------------------------------------------- | --------------------------------------------------- |
| John Kerry                                          | 198.213                                             | 92,28                                               | 107                                                 |
| Dennis Kucinich                                     | 9.251                                               | 4,31                                                | 0                                                   |
| Lyndon LaRouche                                     | 4.514                                               | 2,10                                                | 0                                                   |
| Altro                                               | 2.826                                               | 1,32                                                | 0                                                   |
| Totale                                              | 214.804                                             | 100%                                                | 107                                                 |

## Convenzione nazionale
La convention nazionale si è tenuta presso il FleetCenter (oggi TD Garden) di Boston, Massachusetts, dal 26 al 29 luglio 2004; in quest'occasione sono stati nominati ufficialmente John Kerry come candidato Presidente e John Edwards come candidato Vicepresidente alle elezioni presidenziali del 2004.